# Gentofte Volley (volley-ball féminin)
Gentofte Volley est un club danois de volley-ball fondé en 1992 et basé à Gentofte, évoluant pour la saison 2020-2021 Volleyligaen Damer.

## Palmarès
- Coupe du Danemark
  - Finaliste : 1996, 2006.

## Effectifs

### Saison 2020-2021
| No                                          | Nom                                         | Date de naissance                           | Taille                         | Poids                          | Poste                          |
| ------------------------------------------- | ------------------------------------------- | ------------------------------------------- | ------------------------------ | ------------------------------ | ------------------------------ |
| 2                                           | Sarah Helmer Jensen                         | 31 mars 2003                                | 180                            |                                | Réceptionneuse-attaquante      |
| 3                                           | Charlene Manuela Mayo Johnsen               | 9 septembre 2000                            | 181                            |                                | Réceptionneuse-attaquante      |
| 4                                           | Olivia Kristine Massa                       | 18 août 2003                                | 176                            |                                | Réceptionneuse-attaquante      |
| 5                                           | Sigrid Friis Christiansen                   | 17 septembre 1996                           | 175                            | 67                             | Passeuse                       |
| 6                                           | Isabella Hegelund Nielsen                   | 11 juin 1999                                | 171                            |                                | Libero                         |
| 7                                           | Ella Morsing Jacobsen                       | 18 juillet 2000                             | 176                            |                                | Centrale                       |
| 8                                           | Laura Risbæk Thomsen                        | 30 mars 2001                                | 182                            | 62                             | Centrale                       |
| 9                                           | Ida Frederikke Lillelund                    | 29 avril 2000                               | 176                            | 60                             | Réceptionneuse-attaquante      |
| 10                                          | Sofie Siemsen                               | 16 janvier 1999                             | 170                            |                                | Réceptionneuse-attaquante      |
| 11                                          | Silvia Louise Massa                         | 11 mars 2000                                | 186                            | 63                             | Centrale                       |
| 12                                          | Sofie Dileng Østerberg                      | 12 mars 1998                                | 183                            |                                | Centrale                       |
| 13                                          | Louise Thorlund Hansen                      | 5 mai 1999                                  | 181                            |                                | Centrale                       |
| 14                                          | Nanna Kunde                                 | 9 octobre 1995                              | 183                            | 65                             | Réceptionneuse-attaquante      |
| 15                                          | Ann-Katrine Bisgaard Håkansson              | 23 février 1998                             | 174                            | 59                             | Passeuse                       |
| 16                                          | Mathilde Borup Jeppesen                     | 30 septembre 2000                           | 182                            | 68                             | Réceptionneuse-attaquante      |
|                                             |                                             |                                             |                                |                                |                                |
| Encadrement technique                       | Encadrement technique                       |                                             | Légende                        | Légende                        | Légende                        |
| Entraîneur : Coley Pawlikowski              | Entraîneur : Coley Pawlikowski              | Entraîneur : Coley Pawlikowski              | : Capitaine                    | : Capitaine                    | : Capitaine                    |
| Entraîneur(s) adjoint(s) : Troels Lavritsen | Entraîneur(s) adjoint(s) : Troels Lavritsen | Entraîneur(s) adjoint(s) : Troels Lavritsen | : Joueuse blessée actuellement | : Joueuse blessée actuellement | : Joueuse blessée actuellement |